# Nucleossíntese
A nucleossíntese é o processo de criação de novos núcleos atômicos a partir dos núcleos preexistentes (prótons e nêutrons) para chegar a gerar o restante dos elementos da tabela periódica. Os núcleos primogênitos preexistentes se formaram a partir do plasma de quarks-glúons do Big Bang quando o universo se esfriou abaixo dos dez milhões de graus, este processo se pode chamar nucleogênese, a geração de núcleos no Universo. A consequente nucleossíntese dos elementos (incluindo todo o carbono, todo o oxigênio, etc.) ocorre principalmente no interior das estrelas por fusão ou fissão nuclear.

## História

Tabela Periódica apresentando a nucleossíntese de cada elemento

As primeiras ideias foram que os elementos químicos se criaram ao princípio do Universo, mas não se encontra nenhuma imagem adequada. Arthur Stanley Eddington sugeriu pela primeira vez em 1920 que as estrelas obtinham sua energia pela fusão de hidrogêno em hélio, mas esta ideia não foi aceita de maneira geral porque carecia de mecanismos nucleares. Hans Bethe foi o primeiro em propor estes mecanismos nucleares pelos quais o hidrogênio se funde em hélio nos anos imediatamente à Segunda Guerra Mundial. Mas nenhum destes primeiros trabalhos sobre o poder estelar abordaram a origem dos elementos mais pesados que o hélio. O trabalho original de Fred Hoyle sobre a nucleossíntese dos elementos pesados nas estrelas foi produzido somente depois da Segunda Guerra Mundial. Este trabalho está atribuído à produção de elementos mais pesados que o hidrogênio nas estrelas durante a evolução nuclear de sua composição. Consequentemente, o desenho básico de Hoyle foi expandido durante os anos 1960 pelas contribuições criativas de William A. Fowler, Alastair G. W. Cameron e Donald D. Clayton, e por muitos outros a partir de então. Um artigo de revisão de 1957 de E. M. Burbidge, G. R. Burbidge, Fowler e Hoyle (de onde sua alcunha de artigo B²FH) se converteu em um líder para os temas da ciência resumindo o que se conhecia e fazendo que o conhecimento estivesse ao alcance da mão em uma revisão de uma revista proeminente.[carece de fontes?]

## Processos
Há vários processos astrofísicos que se pensam que são os responsáveis para a nucleossíntese no Universo. A maioria destes ocorrem na matéria quente dentro das estrelas. Os sucessivos processos de fusão nuclear que ocorrem dentro das estrelas são conhecidos como queima de hidrogênio (via a cadeia próton-próton) ou o ciclo CNO, a fusão do hélio, a fusão do carbono, a fusão do neônio, a fusão do oxigênio e a fusão do silício. Estes processos podem criar elementos como o ferro ou o níquel na região em que os isótopos têm a energia de ligação pelo núcleo mais alta. Os elementos mais pesados se podem formar-se dentro das estrelas pelo processo de captura de nêutrons conhecido como processo s ou em uma periferia explosiva, como o das supernovas mediante vários processos. Alguns dos mais importantes são o processo r que provoca as capturas rápidas de nêutrons, o processo rp que provoca as capturas rápidas de prótons e o processo p (algumas vezes conhecido como processo gama) que provoca a fotodesintegração dos núcleos existentes.[carece de fontes?]

## Tipos de nucleossíntese
São conhecidos quatro tipos de nucleossíntese.[carece de fontes?]

### Nucleossíntese do Big Bang

Principais reações termonucleares que ocorreram após o Big Bang.

A nucleossíntese do Big Bang ocorreu nos primeiros três minutos do Universo e é responsável pelas relações de abundância do H-1 (prótio), H-2 (deutério), He-3 e He-4, no Universo . Ainda que o He-4 continua sendo produzido por outros mecanismos (como a fusão estelar e a descomposição alfa) e certas quantidades de H-1 se seguem produzindo por fissões e certos tipos de descomposição radiativa (emissão de prótons e emissão de nêutrons). Grande parte da massa destes isótopos no Universo e todas as quantidades insignificantes de He-3 e deutério produzidas por processos raros (como a decomposição de racimos), se pensa que são produzidas no Big Bang. Os núcleos destes elementos, junto com alguns de Li-7 se crê que se formaram quando o Universo tinha entre 100 e 300 segundos, depois de que o plasma quark-glúon primogênito se congelara para formar prótons e nêutrons. Devido ao período tão curto em que ocorreu a Nucleossíntese do Big Bang antes de ser parada pela expansão e o esfriamento, não se pode formar nenhum elemento mais pesado que o lítio. Os elementos formados durante este período estavam em estado de plasma e não se puderam esfriar ao estado de átomos neutros até muito depois.[carece de fontes?]

### Nucleossíntese estelar
A nucleossíntese estelar ocorre nas estrelas durante o processo de evolução estelar. É responsável pela geração da maior parte dos elementos leves e medianos e de uma minoria dos elementos pesados por processos de fusão nuclear a partir do H e do He. De particular importância é o carbono, porque sua formação a partir do He é "gargalo" no processo completo. O carbono é também o elemento principal utilizado na produção de nêutrons livres nas estrelas, dando base ao processo s que provoca a absorção lenta de nêutrons para produzir elementos mais pesados que o ferro e o níquel (Fe-57 e Ni-62). O carbono e outros elementos formados por este processo são também fundamentais para a vida. Os produtos da nucleossíntese estelar se distribuem geralmente no Universo como nebulosas planetárias ou através de vento solar. A primeira prova direta de que a nucleossíntese ocorre nas estrelas foi a detecção de tecnécio na atmosfera de uma gigante vermelha em princípios dos anos 1950. Como o tecnécio é radioativo, com uma vida média muito menor que a idade das estrelas, sua abundância tem que refletir sua criação nessa estrela durante seu tempo de vida. Menos dramáticas mas igualmente convincentes são as grandes sobreabundâncias de certos elementos estáveis específicos em uma atmosfera estelar. Um caso historicamente importante foi a observação de abundâncias de bário entre 20-50 vezes maior que nas estrelas não desenvolvidas, que é a prova da existência do processo s dentro dessa estrela. Muitas provas modernas aparecem na composição do isótopo ou na poeira de estrelas, grãos sólidos condensados dos gases de estrelas individuais que teham sido extraídos de meteoritos. A poeira de estrelas é um componente da poeira interestelar. As composições isotópicas medidas demonstram muitos aspectos da nucleossíntese dentro das estrelas desde que as massas de poeira estelar se condensam.

### Nucleossíntese explosiva
A nucleossíntese explosiva inclui a nucleossíntese de supernovas e produz os elementos mais pesados que o ferro mediante uma intensa sequência de reações nucleares que tipicamente duraram apenas uns segundos durante a explosão do coração da supernova. Nas periferias explosivas de supernovas, os elementos entre o silício e o níquel se sintetizam por fusão rápida. Também dentro as supernovas podem ocorrer processos de nucleossíntese, como o processo r, no qual se produzem muitos isótopos ricos em nêutrons de elementos mais pesados que o níquel por absorção rápida de nêutrons livres lançados durante as explosões. É a responsável pelo nosso conjunto natural de elementos radioativos, como o urânio e o tório, como muitos dos isótopos ricos em nêutrons de cada elemento pesado. O processo rp implica na absorção rápida de prótons livres, assim como nêutrons, mas o papel que exerce é menos seguro.
A nucleossíntese explosiva ocorre demasiado rápida para que o decaimento radioativo incremente o número de nêutrons, de tal maneira que muitas abundâncias de isótopos têm o mesmo número de prótons e nêutrons ao ser sintetizados. Como o Ti-44, Cr-48, Fe-52 e Ni-56, todos eles se decompõem depois da explosão para criar isóbaros abundantes estáveis em cada peso atômico. Muitas decomposições estão acompanhadas pela emissão de feixes de raios gama que permitem identificar o isótopo que acaba de ser criado na explosão.
A prova mais convincente da nucleossíntese explosiva em supernovas ocorreu em 1987 quando se detectaram os feixes de raios gama oriundos da supernova SN 1987A. Os feixes de raios gama identificam o Co-56 e o Co-57, cuja vida média radioativa limita sua idade em torno de um ano, provando que o Fe-56 e o Fe-57 se criaram a partir de pais radioativos. Este feito de astronomia nuclear foi previsto em 1969 como um caminho para confirmar a nucleossíntese explosiva dos elementos e que as previsões desempenham um papel importante nos planos para o êxito do Observatório de Raios Gama Compton da NASA. Outras provas da nucleossíntese explosiva se encontram nos grãos de poeira estelar que condensados no interior das supernovas se expandiram e se seguiram. Em particular, o Ti-44 radioativo foi medido para ser muito abundante dentro dos grãos da poeira de estrelas das supernovas no momento que se condensaram durante a expansão das supernovas, confirmando uma previsão de 1975 para identificar a poeira de estrelas de supernovas. Outras relações não usuais de isótopos nestes grânulos revelam aspectos específicos da nucleossíntese explosiva.

### Espalhamento de raios cósmicos
O espalhamento de raios cósmicos produz alguns dos elementos mais leves presentes no Universo (ainda que não uma quantidade significativa de deutério). Grande parte do espalhamento se crê responsável pela geração de todo ou quase todo o He-3 e os elementos lítio, berílio e boro. Este processo resulta do impacto dos raios cósmicos contra a matéria interestelar, fragmentando-se os núcleos de carbono, nitrogênio e oxigênio presentes nos raios cósmicos. Há de se notar que o Be e o B não se produzem de maneira significativa em processos de fusão estelar, porque a instabilidade de qualquer Be-8 formado de dois núcleos de He-4 previne a reação simples de duas partículas construídas destes elementos.[carece de fontes?]